# Io ho te/Ranch (Lola Pink)
Io ho te/Ranch (Lola Pink) è un 45 giri della cantautrice pop italiana Donatella Rettore, pubblicato nel 1983 dall'etichetta discografica CGD.

## I brani
Il brano, scritto dalla stessa Rettore su musica di Claudio Rego. Il disco si posizionò in breve tempo alla decima posizione dei singoli più venduti in Italia. È uno degli ultimi singoli della cantante ad entrare nella top ten italiana.

## Successo
Il brano, pur ottenendo grande visibilità all'interno della rassegna Festivalbar, non riesce a fare da traino per l'album Far West che risulta un insuccesso.

## Lato b
Ranch (Lola Pink) è il lato b del singolo, scritto dagli stessi autori e anch'esso inserito nell'album.

## Cover
Nel 2009 la cantante Syria ha inciso una cover in chiave elettronica del brano nel suo EP "Vivo amo esco".

## Tracce
Lato A
1. Io ho te – 4:07 (Donatella Rettore - Claudio Rego)

Durata totale: 4:07
Lato B
1. Ranch (Lola Pink) – 3:30 (Donatella Rettore - Claudio Rego)

Durata totale: 3:30

### Charts
| Chart (1983)  | Peak position |
| ------------- | ------------- |
| Italia (FIMI) | 10            |